# Albury (Hertfordshire)
Albury – wieś w Anglii, w hrabstwie Hertfordshire, w dystrykcie East Hertfordshire. Leży 18 km na północny wschód od miasta Hertford i 48 km na północ od centrum Londynu.